# 慈幼葉漢小學
慈幼葉漢小學（英語：Salesian Yip Hon Primary School），位於葵涌安蔭邨第一期，是葵青區一所全日制天主教男女津貼小學。其前身為1969年9月創辦的天主教石蔭慈幼小學上午校、1993年改制的慈幼葉漢小學。現任校監為張子昭神父，校長為陳婉琪。

## 歷任校監
- 文啟明神父（1969年-1972年）[1]
- 鮑林神父（1973年-1975年）
- 夏盛祖神父（1975年-1976年）
- 陳興翼神父（1976年-1978年）
- 華近禮神父（1978年-1987年）
- 謝家賢神父（1987年-2020年）[2]
- 張子昭神父（2020年-現在）

## 歷任校長
- 文啟明神父（上午校）[1]
- 陳啓忠先生（下午校）[1]
- 黎名耀先生（1975年-1992年）
- 梁樹先生（1992年-1999年）
- 陳鈞濠先生（1999年-2004年；上午校）[2]
- 許繼祥先生（下午校）[3]
- 譚卓雄先生（2004年-2011年）
- 何永昌先生（2011年-2022年）
- 方劍男先生（2022年-2024年）
- 陳婉琪女士（2025年-現在）

## 歷史
前身是於1969年在石蔭邨創辦的石蔭慈幼學校上午校，是一座六層高的獨立校舍。時值石蔭邨初建成，在適齡學童不斷增加下，慈幼會派外籍文啟明神父作校監，由於文神父不精通中文，他委任了對工作充滿熱誠及富經驗的陳彼得老師和一位書記，創辦了石蔭慈幼小學。
1976年9月起，此校連同另外兩間同系的「衛星學校」，改由慈幼會直接管理。
由於舊校舍涉及26座問題公屋醜聞，曾於1990年進行加固工程，由金門建築承建。但在完成加固工程後，校舍可用空間因而減少，故石蔭慈幼學校在翌年暫遷至邨內另一所空置校舍（前身為被殺校的中華基督教會基蔭小學）。
1993年，學校受石蔭邨重建計劃影響而搬遷至安蔭邨，並獲澳門賽馬車會創辦人葉漢捐款而易名。值得一提的是，慈幼葉漢小學是全港最後一座採用1980年代標準、設有操場大樓的小學校舍（而最後一座同類校舍為伊斯蘭鮑伯濤紀念小學，位於黃大仙慈樂邨，1997年才完工），而當時平禧校舍已在全港廣泛應用。由於新校舍在首次驗收時未達標，需時進行執漏，故1993/94學年首三日仍於臨時校舍上課，直至9月6日起才遷入新校舍。
最初，慈幼葉漢小學分為上午校及下午校，直至下午校在2005年遷到石籬邨，並命名為慈幼葉漢千禧小學後，上午校始以全日制教學。

## 著名/傑出校友
- 謝婉雯：香港首位因非典型肺炎病人而殉職的公立醫院醫生（1980年下午校）
- 朱茵：香港女藝人（1984年上午校）
- 蔡明麗：香港歌唱組合 The Pancakes 成員
- 黃光亮：香港男演員（1971年上午校）[6]
- 廖偉雄：香港男演員（1971年上午校）[6]
- 鍾淑慧：香港女演員（1982年上午校）
- 陳家碧：前香港無綫電視藝員與節目主持人（上午校畢業）
- 何永昌：慈幼葉漢小學校長[7]
- 黃庭桄：《東周網》總編輯、《東周刊》副社長、星島新聞集團娛樂、名人、副刊總監
- 趙勁皓：香港男藝人
- 盧頌之：香港女藝人
- 歐偉倫：香港足球運動員
- 蔡曉童：香港女演員、網絡頻道小薯茄幕前成員之一
- 孫名翠：香港女珠寶商人、前女藝人（1979年下午校）
- 程小雅：香港女子競走運動員（2001年小六上午校）

## 事件
舊生莊洋洋因不滿就讀小學時，因成績不好被老師形容為「廢紙」而多年來懷恨在心。2018年9月在母校外以胸撞老師胸部、又用鈔票拍打老師臉龐等方式侮辱師長。被告最終准以自簽2000元，守行爲1年了事，賠償事主1000元，支付訟費300元。

## 註解
1. ↑  除此校外，衛星學校亦包括牛頭角聖鮑思高學校及慈雲山聖鮑思高學校，以往均由天主教香港教區轉交慈幼會會士管理。

## 資料來源
1. 1 2 3  香港文化事業公司. . 香港文化事業公司. 1971: 43.
2. 1 2  家庭與學校合作事宜委員會. . 2000  [2023-01-15]. 原始内容存档于2001-10-07.
3. ↑  家庭與學校合作事宜委員會. . 2000  [2023-01-15]. 原始内容存档于2001-06-21.
4. ↑  . 慈幼會. 2009-04-25: 29.
5. ↑  . 葵青區教育分署. 1993-10-28.
6. 1 2   (PDF).   [2018-08-27]. （原始内容存档 (PDF)于2018-08-27）.
7. ↑  . 慈幼葉漢小學. 2019  [2019-09-12]. 原始内容存档于2019-09-11.
8. ↑  . 星島日報. 2019-04-26  [2019-04-26]. （原始内容存档于2019-04-26）.

- 慈幼葉漢小學學校歷史